# Potamide

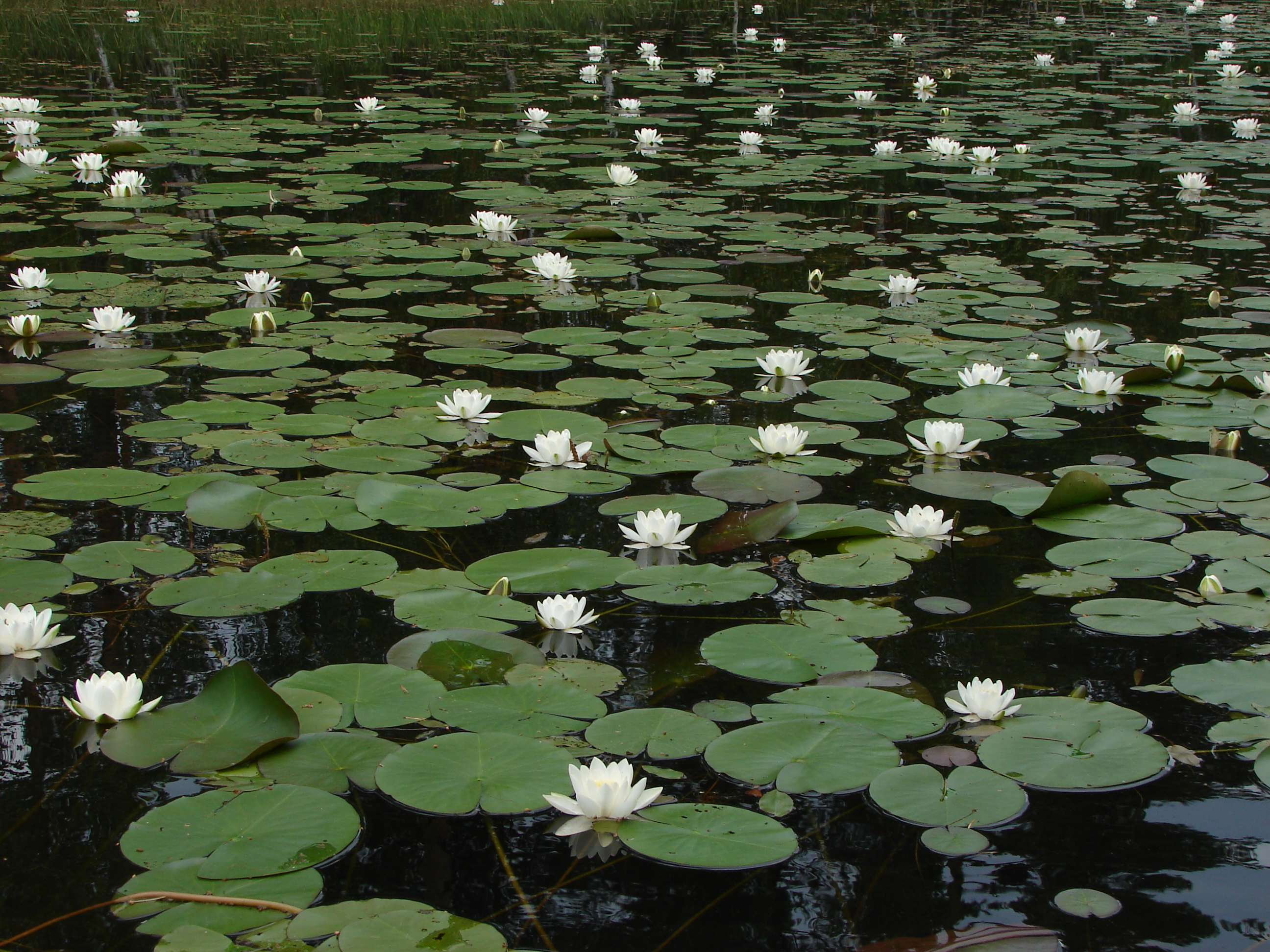
De bladeren van potamiden bereiken in watervegetatie vaak een hoge bedekking, zoals hier bij witte waterlelie.

Een potamide is een in de bodem wortelende waterplant waarvan de volwassen bladeren horizontaal op het wateroppervlak drijven. De bovenkant van de bladeren is aangepast aan de bedrijving van de fotosynthese op het droge. Een potamide wordt beschouwd als zowel een groei- als levensvorm.
Enkele voorbeelden van algemeen voorkomende potamiden in Nederland en Vlaanderen zijn witte waterlelie, drijvend fonteinkruid, watergentiaan en gele plomp. De watervegetatietypen waarin potamiden de fysiognomie bepalen worden in de syntaxonomie vooral vertegenwoordigd in de fonteinkruiden-klasse (Potametea).